# 시드니 라이트 레일
시드니 라이트 레일 네트워크(Sydney light rail network)는 오스트레일리아 뉴사우스웨일스주 시드니에 운행하는 라이트 레일 체계이다. 이 네트워크는 현재 덜리치 힐 선(Dulwich Hill Line)으로 알려진 23개 정류장의 단일 12.8-킬로미터 (8 mi) 길이의 노선으로 구성되어 있다.
두 번째 노선인 CBD & 사우스 이스트 라이트 레일이 건설중이며 2020년에 완공되었다. 웨스턴 시드니에 패러매타 라이트 레일이라는 네트워크도 계획중이다.
이 네트워크는 뉴사우스웨일즈 정부의 교통 당국인 뉴사우스웨일스 교통국에서 제어되며, 트란스데브와 계약하였다. 2018년 6월말 1030만명의 승객이 이 네트워크를 이용하였다.

## 운영

빨간색 배경과 흰색 L문자로 이루어진 라이트 레일 정류장 기호.

### 네트워크

#### L1 덜리치 힐 선
이너 웨스트 라이트 레일(Inner West Light Rail)은 – L1 덜리치 힐 선(Dulwich Hill Line)으로 명명된 – 네트워크의 본선이다. 이너 웨스트 교외를 피어몬트 반도, 달링항 및 중앙 비즈니스 지구의 남쪽 끝과 연결한다. 이 노선은 기존의 화물철도를 따라 운행되며 도심 끝 부분에 짧은 거리 병용구간이 있다. 이 노선은 1997년 8월 피어몬트의 웬트워스 파크 구간이 센트럴 철도역과 함께 개통했다. 이 노선은 2000년 8월 웬트워스 파크에서 릴리필드까지 서쪽으로 연장된 뒤 2014년 3월 릴리필드에서 덜리치 힐까지 남서쪽으로 연장됐다.

#### CBD & 사우스 이스트 선
건설중인 CBD & 사우스 이스트 라이트 레일(CBD and South East Light Rail)은 중부사업지구의 북쪽 끝의 서큘러 키에서 남쪽 끝의 센트럴 역까지 운행한 후 남동쪽 교외까지 이어지는 노선이다. 이 노선은 CBD의 버스 혼잡을 줄이고 현재 버스로만 운행되고 있는 뉴 시드니 풋볼 스타디움, 시드니 크리켓 그라운드, 랜드윅 레이스코스, 뉴사우스웨일즈 대학교행의 더 큰 용량의 대중 교통을 위해 건설되고 있다. 이너웨스트 라이트 레일과는 대조적으로, 이 노선은 대부분 도로상에 있으며, 이전 전차선망에서 이용했던 노선과 유사한 경로를 따른다. 주요 건설은 2015년 10월에 시작되었다. 이 노선은 원래 2019년 초에 개통될 예정이었다. 하지만, 이 노선의 건설은 예정보다 상당히 느렸다. 2018년 10월 기준으로, ALTRAC는 2020년 5월 완공일을 앞두고 있다.

#### 계획 연장선

##### 패러매타 선
패러매타 라이트 레일(Parramatta Light Rail)은 패러매타의 웨스턴시드니 중심부에 집결하는 두 개의 계획 노선에 붙여진 이름이다.
첫 번째 노선은 칼링포드(Carlingford)에서 패러매타 CBD를 경유하여 웨스트미드(Westmead)까지 운행한다. 기존의 중형철도 칼링포드 선의 대부분을 경전철 표준으로 전환하는 것을 포함한다. 2018년에 착공하여 2023년에 완공할 예정이다.
두번째 노선의 우선 노선은 2017년 10월에 발표되었다. 이 노선은 다이델미어의 첫번째 노선에서 분기하여 에밍턴, 멜로즈 파크, 웬트워스 포인트를 거쳐 시드니 올림픽 공원 이벤트 구역까지 운행한다.
이 노선은 이너 웨스트 선 또는 CBD 선 및 사우스이스트 선과 연결되지 않는다.

### 철도 차량
모든 노선은 현재 단일 차량의 트램으로 운영되고 있다. CBD와 사우스 이스트 라이트 레일에서 운영하기 위한 second class가 차량에 추가된다. 모든 차량은 굴절식, 저상, 양방향으로 운행되며, 표준궤과 750V 직류 전류를 사용한다.

#### 우르보스 3

##### 이너 웨스트 라이트 레일

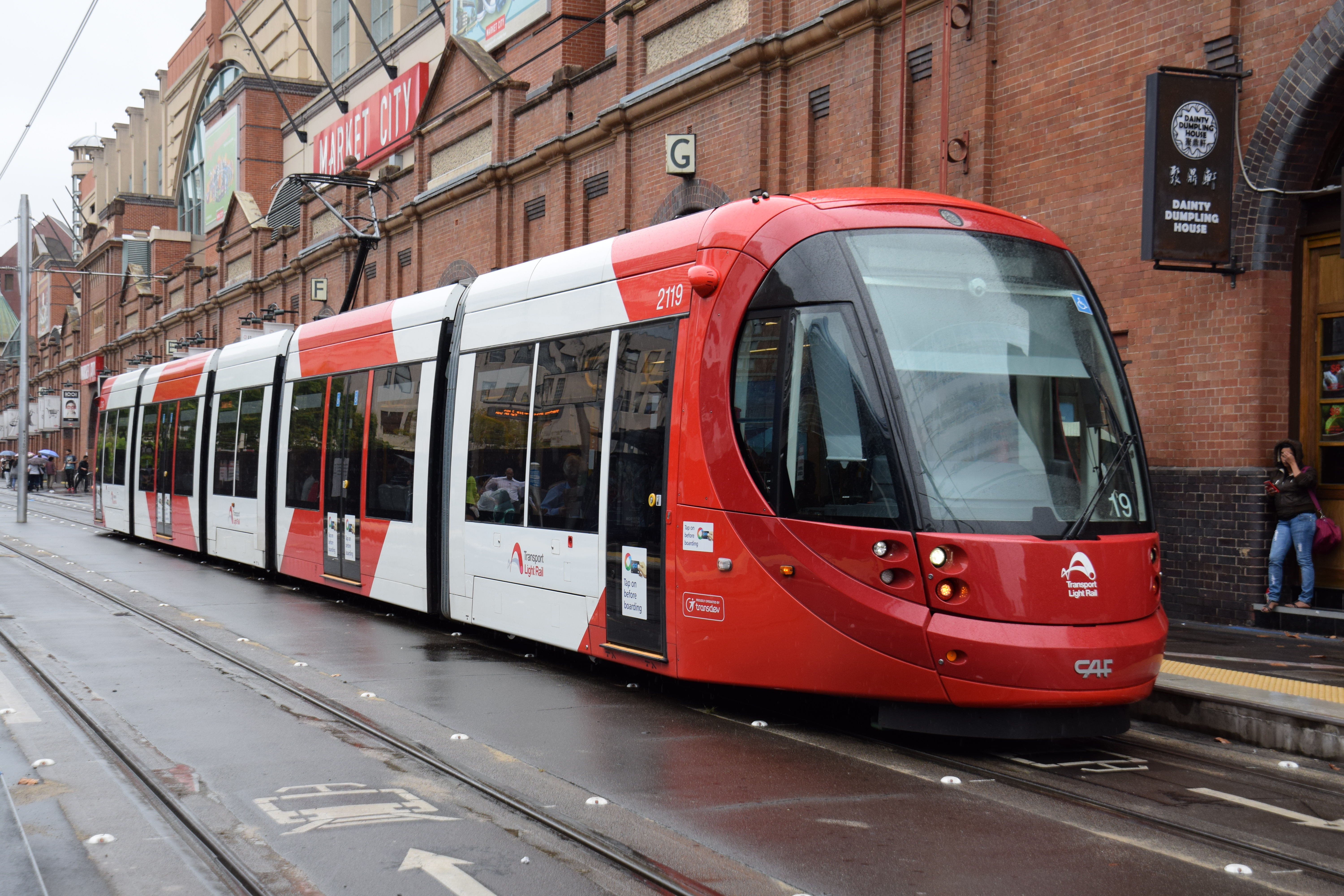
뉴사우스웨일스 교통국의 우르보스 3 차량 외형

이너 웨스트 라이트 레일을 덜리치 힐까지 5.6 km 연장한 이후, 1997년에 개장한 이래 1차 구간 노선에서 운행한 바리오트램과 함께 운행할 더 많은 철도 차량이 필요했다. 2012년 8월 16일 스페인 회사인 CAF에게 6 대의 우르보스(Urbos) 3 입찰이 이루어졌다. 첫 도입분은 2013년 12월 19일 시드니에 도입하여 2014년 7월 24일에 운행에 들어갔다. 모두 8월까지 운행되어 임대된 우르보스 2대가 스페인으로 반환되었다.
2013년 10월 11일, 정부는 바리오트램 대차를 위해 우르보스 3 6대를 추가 주문 명령을 발표했다. 추가 주문에서 나온 모든 우르보스 3는 2015년 6월 말까지 운행을 시작했다.
우르보스 3는 대략 33미터 길이에 두 개의 이중 문과 두 개의 단일 문이 양쪽에 있다. 첫 번째 배치의 좌석은 일반적으로 차량 측면에 90도 각도로 횡방향 구성으로 되어 있다. 두 번째 배치에서는 일부 횡방향 좌석을 종방향 좌석으로 교체하여 더 많은 입석 공간을 제공한다. 디지털 음성 안내와 내부 도트 매트릭스 디스플레이는 다음 정거장에 대한 정보를 제공한다. 이 차량은 206명의 표준 수용과 272명의 압착 수용능력을 가지고 있다. 차량 번호는 2112, 2114-2124호로 매겨졌다.

##### 패러매타 라이트 레일
패러매타 라이트 레일 1단계는 13대의 우르보스 3 차량으로 운영된다. 각 트램의 길이는 45 km이며 7개의 모듈로 구성된다. 이 차량은 배터리를 사용하여 무가선 운행을 지원하며, 이는 패러매타와 웨스트미드 주변 노선의 도로 노면 구간에서 활용된다.

#### 시타디스 X05
알스톰은 CBD와 사우스 이스트 라이트 레일 건설 및 운영을 위한 낙찰 컨소시엄의 일환으로 시타디스(Citadis) X05 트램 60대를 공급하여 운행하도록 하였다. 각 차량은 5개 부분으로 구성된다. 트램은 2량으로 작동하도록 함께 연결된다. 트램용 노선의 원래 계획은 길이가 약 45미터이며 1량으로 작동한다. 배서스트가와 서큘러 키 사이의 조지가 구역 내 무가선 운행은 배터리 보충을 통해 이루어졌다. 2014년 12월, 배터리 대신 알스톰의 독자적인 지면 전원 공급 기술을 사용할 것이라고 발표하였다. 트램의 길이도 줄어들었지만 이제는 2량으로 작동하여 각 쌍의 총 길이는 약 67미터이다.
첫 차량은 2017년 5월에 완성되었다. 첫 차량은 프랑스 라로셸에서 제조되었으며 나머지 54대는 스페인 바르셀로나에서 제조되었다. 번호는 001~060호로 매겨졌다.

#### 구형 차량

##### 바리오트램
이 네트워크의 원래 철도 차량은 1997년 이너 웨스트 라이트 레일의 1차 구간이 개통되면서 도입된 바리오트램(Variotram)이다. 멜버른의 ADtranz가 7대의 독일 설계 차량을 제조했다. 바리오트램 디자인은 모듈형으로 시드니 시스템을 위해 확장되었다. 차량 용량은 217명으로 그 중 74명이 착석 가능하다. 첫 차량은 납품 도중 타커타 인근의 사고로 파손되었고 수리를 위해 멜버른으로 반환해야 했다. 시운전에서 최대 3대의 트램이 결합되어 필요시 최대 600명의 승객을 수용할 수 있다. 이 차량은 2101~2107호로 번호가 매겨졌으며, 마지막 시드니 R1형 노면전차로 2087년에 퇴역할때까지 시드니 트램 운행을 계속한다.
이 차량들은 궤도 대비 바닥 높이가 30 센티미터였고, 대차에는 바퀴 사이에 차축이 없었고 중심 모터로 구동되었다. 설계 중량을 줄여서 기후제어 냉방장비를 추가하였다. 각 측면에는 견인 시스템과 연동되는 장애물 감지 기능을 갖춘 향상된 안전 시스템이 장착된 이중 출입문이 3개씩 설치되었다. 좌석은 일반적으로 차량 측면으로 90도 꺾은 횡방향으로 구성되었다. 2014년에는 기존 행선표시 롤지를 도트 매트릭스 디스플레이로 교체하고 디지털 음성 안내 기능을 설치했다. 내부 디스플레이는 없었다. 마지막 바리오트램은 2015년 5월 27일 센트럴-더 스타 간을 운행한 후 퇴역했다.
2013년 10월 7일 Glebe에서 탈선 사고를 당한 후, 2106호는 폐기되었다. 남은 여섯 대 바리오트램은 2015년 상반기에 펜리스 차고지에 보존되었다. 2018년 10월에 트랜스포트 헤리티지 NSW가 보유한 2107호는 로프터스의 시드니 트램 박물관에 보존되었다. 나머지 5대(2101호~2105호)는 2018년 초 폐기되었다.

##### 우르보스 2

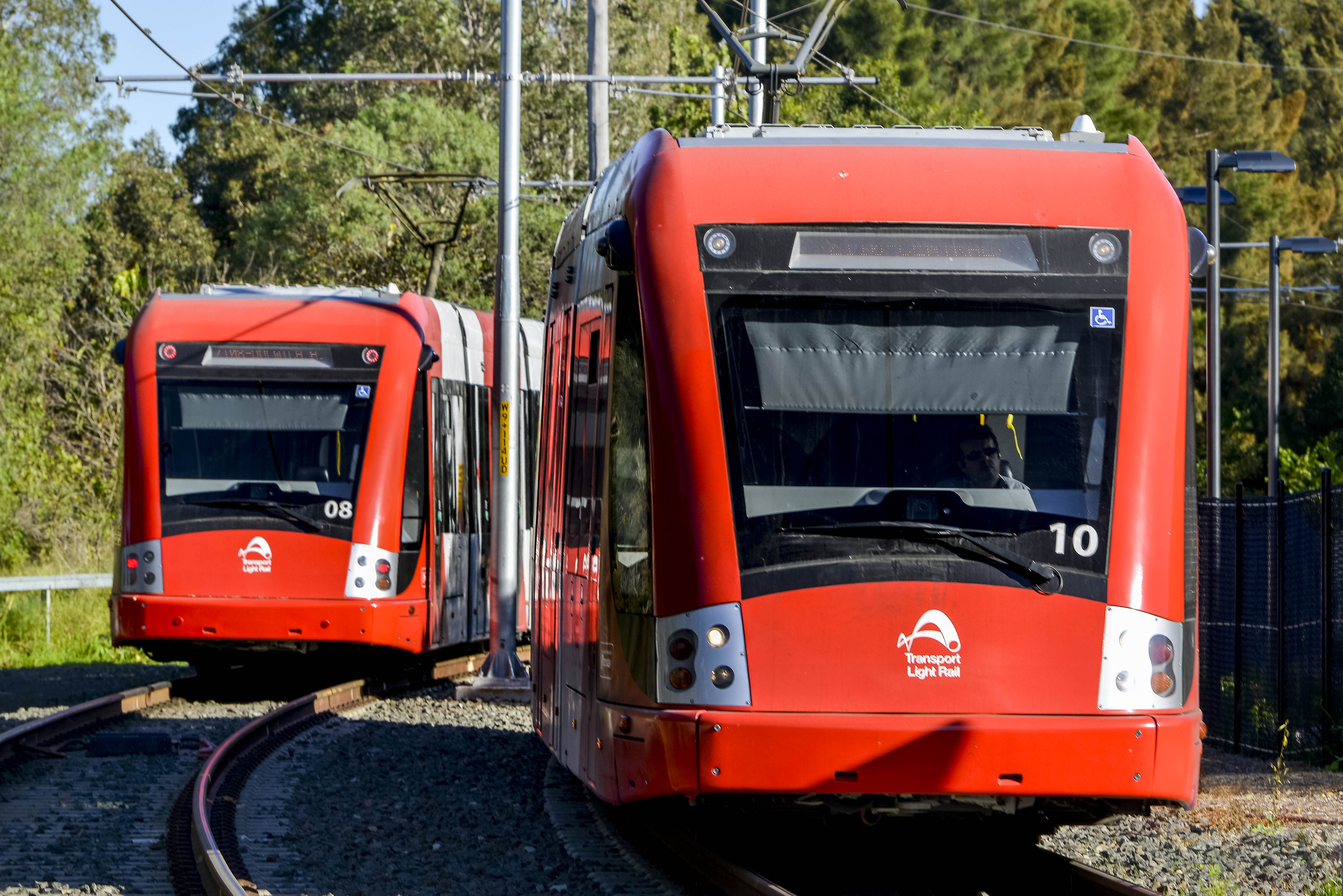
우르보스 2.

2014년 임대된 우르보스 2 트램 4대가 이너웨스트 라이트 레일에 도입됐다. 이들은 덜리치 힐 행 노선 연장에 맞추어 운행에 들어갔으며, 바리오트램s를 보완하고 노선의 배차를 유지할 수 있었다. 이 4대의 트램은 이전에 스페인에서 운행되었다. 3대(2108~2110년)는 2006~2012년 운행한 벨레스말라가(Vélez-Málaga)였다. 다른 트램(2111)은 세비야에서 왔다. 첫 번째 우르보스 2는 2013년 9월 4일에 시드니에 도착했다. 11월에 납품이 완료되었다. 이 트램은 덜리치 힐 행 연장 개통 닷새 전인 2014년 3월 22일 운행을 개시했다. 2014년 7월에 우르보스 3 트램을 도입한 후 우르보스 2가 철수되어 스페인으로 반환했다. 우르보스 2는 승객들에게 인기가 없었으며 불만을 사로 잡았다.
이 트램은 양옆에 네 개의 이중 문과 두 개의 단일 문이 달려있었다. 좌석은 추가되지 않았으며 일반적으로 차량 차체의 측면과 평행한 세로 좌석 구성으로 제작되었다. 디지털 음성 안내와 내부 도트 매트릭스 디스플레이는 다음 정거장에 대한 정보를 제공했다.

## 같이 보기
- 뉴캐슬 라이트 레일
- 시드니의 교통